# 行玄
行玄（ぎょうげん、承徳元年（1097年）- 久寿2年11月5日（1155年12月1日））は、平安時代後期の天台宗の僧。父は藤原師実。母は藤原忠俊（藤原隆家の孫）の娘で、同母兄に尋範がいる。

## 生涯
比叡山に上って出家し、永久4年（1116年）に20歳の時良祐から灌頂を受けた。また、無動寺の寛慶からも教えを受け、没後にその居坊である大乗坊を継承した。保延元年（1135年）、中宮の病気平癒の加持を修し、その賞として法務に任じられている。保延4年（1138年）、天台座主・僧正となり、康治元年（1142年）には鳥羽上皇・藤原忠実に授戒を行う。久安元年（1145年）、大僧正にいたる。久安3年（1147年）、祇園闘乱事件に際して行玄がいた無動寺が反対派からの襲撃を受けて、大乗坊が破壊されている。久安6年（1150年）、最勝寺経供養の日を祈祷により晴天にしたことにより、住房を皇后の祈願寺とし、青蓮院と称された。仁平3年（1153年）、延暦寺・法勝寺・景勝寺などの職を辞し、2年後に青蓮院で没した。